# Cryptinglisia patagonica
Cryptinglisia patagonica (лат.) — вид полужесткокрылых насекомых-кокцид рода Cryptinglisia из семейства ложнощитовки (Coccidae).

## Распространение
Южная Америка: Аргентина (провинция Чубут, северная часть полуострова Вальдес).

## Описание
Питаются соками таких растений, как Asteraceae: Chuquiraga.
Вид был впервые описан в 1999 году аргентинским энтомологом М. Гранара де Виллинком (Granara de Willink, M. C.) и назван по имени места обнаружения (Патагония).
Таксон Cryptinglisia patagonica включён в состав рода Cryptinglisia Cockerell, 1900 (триба Cardiococcini) вместе с видами Cryptinglisia elytropappi, Cryptinglisia lounsburyi, Cryptinglisia zizyphi.